# Herb gminy Puńsk
Herb gminy Puńsk – symbol gminy Puńsk, ustanowiony 30 grudnia 1996.

## Wygląd i symbolika
Herb przedstawia na tarczy w polu czarnym wizerunek św. Piotra Apostoła, trzymającego w dłoniach parę kluczy (srebrny i złoty). Jest to nawiązanie do herbu, nadanego Puńskowi wraz z prawami miejskimi przez króla Władysława IV w 1606.